# Every Noise at Once
Every Noise at Once, ou simplement Every Noise, est un site web répertoriant et classant les genres musicaux. Le site est développé par Glenn McDonald — un employé de Spotify — qui exploite les données du service de streaming suédois qu'il a lui-même aidé à développer.
Le site est régulièrement actualisé jusqu'au 4 décembre 2023, date à laquelle Glenn McDonald est licencié de Spotify. Depuis cette date, le site est accessible mais n'est plus mis à jour.

## Fonctionnement
Le site web, prenant la forme d'une infographie géante, est minimaliste, interactif et contrôlé par des algorithmes. Il permet de découvrir des microgenres et génère également des listes de lecture selon des critères : la liste de titres qui correspondent le mieux à un genre, la liste des titres les plus écoutés d'un genre ou encore la liste des tendances émergentes d'un genre,. Chaque genre est lié à des titres et à des artistes à travers lesquels l'utilisateur peut naviguer. Les genres sont disposés sous la forme d'un nuage coloré et sont grossièrement classés selon deux axes : de leur aspect électrique à leur aspect acoustique ainsi que de leur uniformité à leur hétérogénéité.

## Historique
Every Noise at Once est développé à partir de 2013 par Glenn McDonald, un codeur américain travaillant pour The Echo Nest (en). L'entreprise est ensuite rachetée par Spotify la même année, et le travail de Glenn McDonald — notamment des algorithmes et des outils de mesures internes — sert de base au système de genres du service de streaming suédois. Ce même travail permet également de développer plusieurs fonctionnalités de Spotify Wrapped (en), une campagne marketing annuelle devenue virale, comme par exemple Sound Town, des statistiques d'écoute géographiques.
Le 2 décembre 2020, la base de données compte 5 071 genres, puis 5 602 le 5 octobre 2021.
Le 4 décembre 2023, Glenn McDonald fait partie des 1 500 employés renvoyés de Spotify dans le cadre d'une nouvelle vague de licenciements,. Après avoir nommé pas moins de 6 291 genres, il perd de ce fait accès à la base de données de l'entreprise suédoise. À partir de cette date, le site devient une snapshot qui est toujours accessible mais qui n'est plus mis à jour,. Durant l'année 2023, le site est consulté plus de 633 000 fois par mois.